# Macrurohelea gentilii
Macrurohelea gentilii är en tvåvingeart som beskrevs av Gustavo R. Spinelli och Eileen D. Grogan 1984. Macrurohelea gentilii ingår i släktet Macrurohelea och familjen svidknott. Inga underarter finns listade i Catalogue of Life.